# Blankaholm
Blankaholm is een plaats in de gemeente Västervik in het landschap Småland en de provincie Kalmar län in Zweden. De plaats heeft 169 inwoners (2005) en een oppervlakte van 52 hectare.